# Geometra symaria
Geometra symaria är en fjärilsart som beskrevs av Charles Oberthür 1916. Geometra symaria ingår i släktet Geometra och familjen mätare. Inga underarter finns listade i Catalogue of Life.